# Aspisoma trilineata
Aspisoma trilineata là một loài bọ cánh cứng trong họ Đom đóm (Lampyridae). Loài này được Say miêu tả khoa học năm 1835.